# Abrazos, no balazos

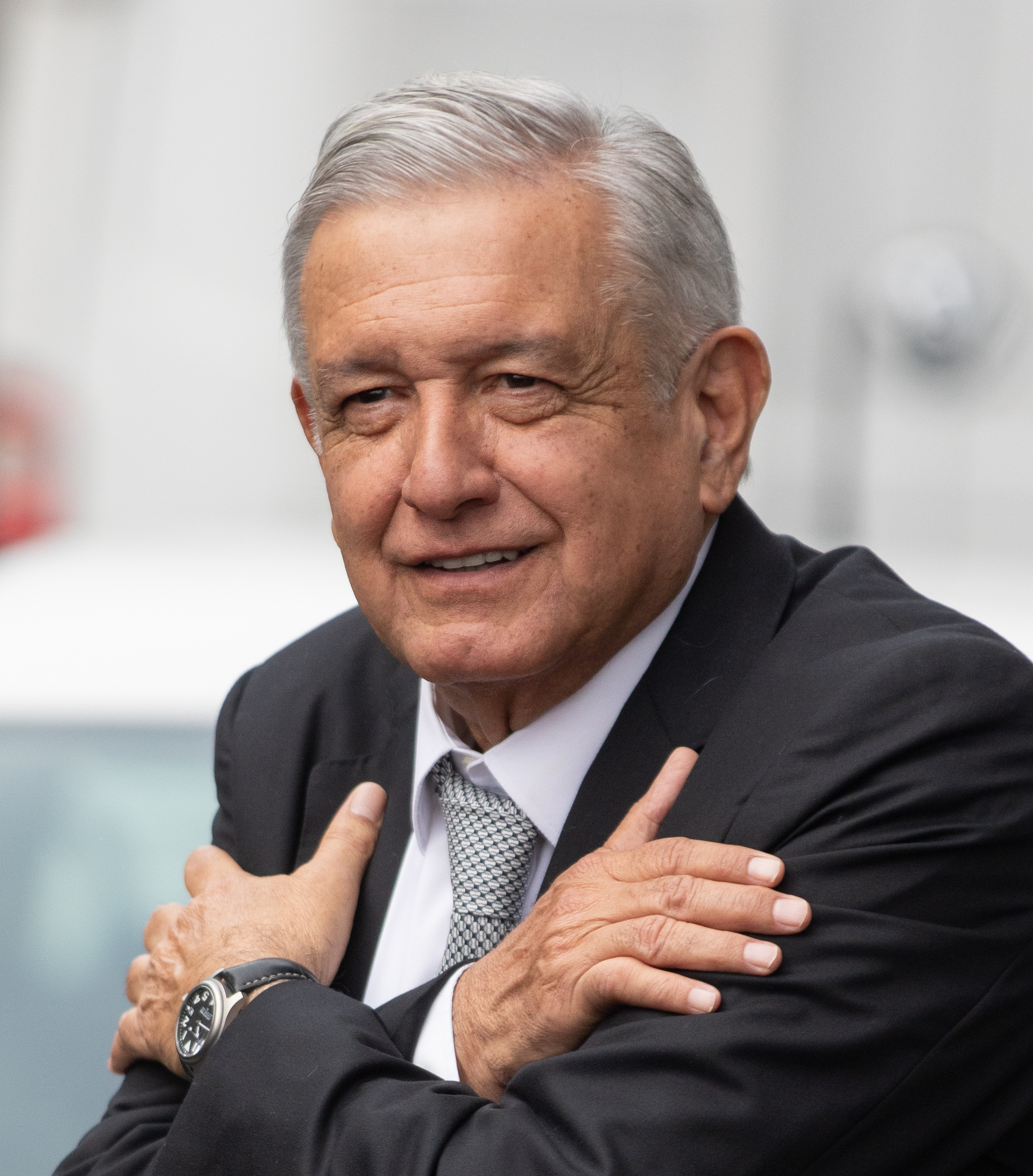
Andrés Manuel López Obrador, presidente de México entre 2018 y 2024.

«Abrazos, no balazos» es un eslogan contra la guerra utilizado en México, y a menudo comparado con el lema «Haz el amor, no la guerra». El lema se asoció inicialmente con la contracultura chicana de la década de 1960 y ocupó un lugar destacado en el movimiento chicano contra la guerra, como un lema en oposición a la participación de los Estados Unidos en la guerra de Vietnam.
Más tarde en la década de 2010, se volvió más ampliamente utilizado en la política y cultura de México. En 2012, Andrés Manuel López Obrador, entonces candidato del PRD a la presidencia, usó el eslogan para describir su política de seguridad durante la temporada de campaña de las elecciones generales mexicanas celebradas en ese año, al igual que fue uno de los lemas principales de su política de seguridad durante su gobierno presidencial entre 2018 y 2024.
Los críticos de la estrategia de seguridad del Gobierno Federal oponen una resistencia importante. La lectura general de la principal oposición en el país es que «moralizaría» a las fuerzas policiales consideradas brutales y corruptas en el contexto de la guerra contra el crimen organizado. Sin embargo, López Obrador explicó su hipótesis de que la violencia es producto de la profunda desigualdad y falta de oportunidades, lo que provoca la violencia en el país.
A finales de 2024, cuando Claudia Sheinbaum comenzó su presidencia, la política de «abrazos, no balazos» se consideraba ampliamente abandonada, ya que se percibía que el nuevo gobierno volvía a adoptar una postura más agresiva contra la violencia del narcotráfico.